# كأس آسيا تحت 17 سنة 2023
كأس آسيا تحت 17 سنة 2023 ستكون النسخة 20 من كأس آسيا تحت 17 سنة (بما في ذلك النسخ السابقة من بطولة آسيا تحت 16 سنة وبطولة آسيا تحت 17 سنة)، بطولة كرة القدم الدولية للشباب التي ينظمها الاتحاد الآسيوي لكرة القدم لمنتخبات آسيا تحت 17 سنة للرجال. ستكون هذه النسخة الأولى منذ عام 2006 التي تُلعب على أنها بطولة تحت 17 عامًا، حيث اقترح الاتحاد الآسيوي لكرة القدم تبديل البطولة من تحت 16 عامًا إلى تحت 17 عامًا اعتبارًا من 2023. علاوة على ذلك، تم تغيير اسم البطولة من «بطولة آسيا تحت 16 سنة» إلى «كأس آسيا تحت 17 سنة».
كان من المقرر أن تقام البطولة في 2020، إلا أنها تأجلت إلى 2023 بسبب جائحة كوفيد-19.
في 25 يناير 2021 ، أعلن الاتحاد الآسيوي لكرة القدم أن البحرين ستحتفظ بحقوق الاستضافة لنسخة 2023 بعد إلغاء بطولة آسيا للناشئين تحت 16 عاما 2020 . ومع ذلك ، قررت البحرين سحب حقوق استضافة المسابقة في 16 يونيو 2022 ، مما تطلب مضيفًا جديدًا يتم اختياره في وقت لاحق. في 23 ديسمبر 2022 ، تم اختيار تايلاند لاستضافة البطولة من قبل اللجنة التنفيذية للاتحاد الآسيوي لكرة القدم.
لعب ما مجموعه 16 فريقًا في البطولة. تأهلت الفرق الأربعة الأولى في البطولة إلى كأس العالم تحت 17 سنة 2023 في إندونيسيا كممثلين عن الاتحاد الآسيوي إلى جانب إندونيسيا التي تأهلت تلقائيًا كمضيف جديد.
كانت اليابان هي صاحبة اللقب ، بعد أن فازت باللقب عام 2018 ، وتمكنت من الدفاع عن لقبها.

## الأماكن
تم لعب المباريات في 4 ملاعب في 3 مدن/محافظات
| بانكوك           | بانكوك تشونبوري باثوم ثانيكأس آسيا تحت 17 سنة 2023 (تايلاند) | باثوم ثاني    |
| ---------------- | ------------------------------------------------------------ | ------------- |
| ملعب راجامانغالا | بانكوك تشونبوري باثوم ثانيكأس آسيا تحت 17 سنة 2023 (تايلاند) | استاد ليو     |
| السعة: 51,552    | بانكوك تشونبوري باثوم ثانيكأس آسيا تحت 17 سنة 2023 (تايلاند) | السعة: 10,114 |
|                  | بانكوك تشونبوري باثوم ثانيكأس آسيا تحت 17 سنة 2023 (تايلاند) |               |
| باثوم ثاني       | بانكوك تشونبوري باثوم ثانيكأس آسيا تحت 17 سنة 2023 (تايلاند) | تشونبوري      |
| ملعب تاماسات     | بانكوك تشونبوري باثوم ثانيكأس آسيا تحت 17 سنة 2023 (تايلاند) | ملعب تشونبوري |
| السعة: 25,000    | بانكوك تشونبوري باثوم ثانيكأس آسيا تحت 17 سنة 2023 (تايلاند) | السعة: 8,680  |
|                  | بانكوك تشونبوري باثوم ثانيكأس آسيا تحت 17 سنة 2023 (تايلاند) |               |